# Tomáš Hübschman
Tomáš Hübschman (Praga, 4 de septiembre de 1981) es un exfutbolista checo que jugaba de defensa.

## Biografía
Hübschman empezó su carrera profesional en el Sparta de Praga, en 1999. La falta de minutos esa temporada llevó a su equipo a cederlo por un año al FK Jablonec 97, club en el que fue titular y realizó una buena temporada.
A su regreso, Hübschman se gana un puesto de tituar en el Sparta de Praga. Participa en la conquita de la Liga en 2003 y de la Copa al año siguiente. Hace un buen papel con el equipo participando como titual en la Liga de Campeones de la UEFA.
En 2004 se marcha a jugar a Ucrania, al Shajtar Donetsk, club que pagó por él 3 millones de dólares. Con este equipo gana varios títulos nacionales (3 Ligas, 1 Copa y 1 Supercopa).

### Selección nacional
Con la selección sub-21 de su país se proclamó campeón de la Eurocopa sub-21 de 2002.
Fue internacional con la selección absoluta en 58 ocasiones. Participó con su país en la Eurocopa de Portugal de 2004.

#### Participaciones en Eurocopa
| Copa          | Sede              | Resultado        | Partidos | Goles |
| ------------- | ----------------- | ---------------- | -------- | ----- |
| Eurocopa 2004 | Portugal          | Semifinales      | 1        | 0     |
| Eurocopa 2012 | Polonia · Ucrania | Cuartos de final | 4        | 0     |

## Clubes
| Club                       | País            | Año       |
| -------------------------- | --------------- | --------- |
| A. C. Sparta Praga         | República Checa | 1999-2004 |
| F. K. Svit Zlín (cedido)   | República Checa | 2000      |
| F. K. Jablonec 97 (cedido) | República Checa | 2000-2001 |
| F. C. Shakhtar Donetsk     | Ucrania         | 2004-2014 |
| F. K. Jablonec             | República Checa | 2014-2024 |

## Palmarés

### Títulos nacionales
| Título                     | Club                   | País            | Año  |
| -------------------------- | ---------------------- | --------------- | ---- |
| Liga Checa de Fútbol       | A. C. Sparta Praga     | República Checa | 2000 |
| Liga Checa de Fútbol       | A. C. Sparta Praga     | República Checa | 2003 |
| Copa de la República Checa | A. C. Sparta Praga     | República Checa | 2004 |
| Liga Suprema de Ucrania    | F. C. Shakhtar Donetsk | Ucrania         | 2005 |
| Supercopa de Ucrania       | F. C. Shakhtar Donetsk | Ucrania         | 2005 |
| Liga Suprema de Ucrania    | F. C. Shakhtar Donetsk | Ucrania         | 2006 |
| Liga Suprema de Ucrania    | F. C. Shakhtar Donetsk | Ucrania         | 2008 |
| Copa de Ucrania            | F. C. Shakhtar Donetsk | Ucrania         | 2008 |
| Supercopa de Ucrania       | F. C. Shakhtar Donetsk | Ucrania         | 2008 |
| Liga Premier de Ucrania    | F. C. Shakhtar Donetsk | Ucrania         | 2010 |
| Supercopa de Ucrania       | F. C. Shakhtar Donetsk | Ucrania         | 2010 |
| Liga Premier de Ucrania    | F. C. Shakhtar Donetsk | Ucrania         | 2011 |
| Copa de Ucrania            | F. C. Shakhtar Donetsk | Ucrania         | 2011 |
| Liga Premier de Ucrania    | F. C. Shakhtar Donetsk | Ucrania         | 2012 |
| Copa de Ucrania            | F. C. Shakhtar Donetsk | Ucrania         | 2012 |
| Supercopa de Ucrania       | F. C. Shakhtar Donetsk | Ucrania         | 2012 |
| Liga Premier de Ucrania    | F. C. Shakhtar Donetsk | Ucrania         | 2013 |
| Copa de Ucrania            | F. C. Shakhtar Donetsk | Ucrania         | 2013 |
| Supercopa de Ucrania       | F. C. Shakhtar Donetsk | Ucrania         | 2013 |
| Liga Premier de Ucrania    | F. C. Shakhtar Donetsk | Ucrania         | 2014 |

### Títulos internacionales
| Título          | Equipo                 | Sede     | Año  |
| --------------- | ---------------------- | -------- | ---- |
| Eurocopa sub-21 | República Checa sub-21 | Suiza    | 2002 |
| Copa de la UEFA | F. C. Shakhtar Donetsk | Estambul | 2009 |